# Quillan Roberts
Quillan Roberts, né le 13 septembre 1994 à Toronto, est un footballeur international guyanien d'origine canadienne jouant au poste de gardien de but au Western Suburbs FC.

## Biographie

### En club

#### Début de carrière
Roberts découvre le football à l'âge de six ans au Brampton Youth SC. Produit du Toronto FC, Roberts effectue un bref passage au Portugal FC.

#### Premier contrat et prêt aux Hammerheads de Wilmington

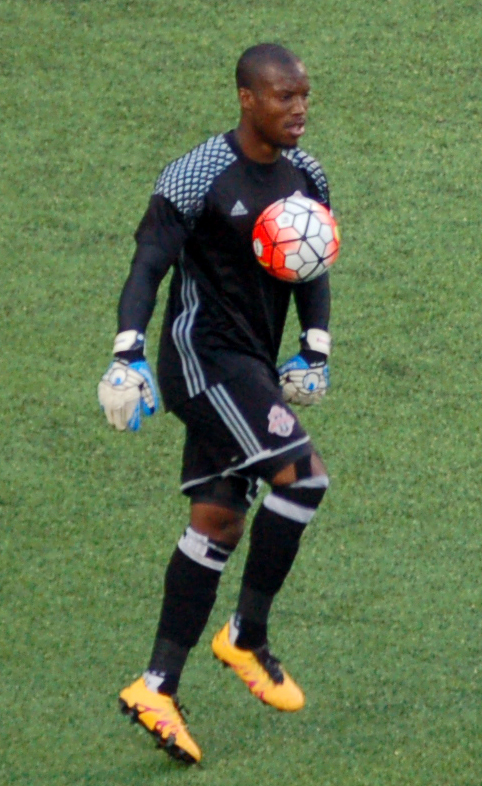
Quillan Roberts avec le Toronto FC en 2016.

Le 10 avril 2012, il signe son premier contrat professionnel avec le Toronto FC,. Le 21 juillet 2012, le gardien de but fait sa première apparition sous le maillot torontois en remplaçant Freddy Hall lors de la deuxième mi-temps d'un match amical contre Liverpool (match nul 1-1).
Après avoir passé deux saisons sans jouer avec le Toronto FC, il est prêté aux Hammerheads de Wilmington, une équipe de USL Pro, aux côtés de ses coéquipiers Manny Aparicio et Daniel Lovitz. Le 6 avril 2014, il garde ses cages inviolées lors de son premier match contre les City Islanders d'Harrisburg (match nul 0-0). Le 6 août 2014, Roberts est rappelé de prêt par le club canadien après avoir joué 17 matchs pour les Hammerheads.
Après cinq ans passés dans le noyau professionnel torontois sans jouer de match officiel, Roberts est libéré en décembre 2016.

#### Strikers de Woodbridge
Après un essai infructueux avec le club des Rhinos de Rochester de la USL, Roberts signe avec les Strikers de Woodbridge, club de League1 Ontario, pour la saison 2017. Le 10 novembre 2017, avec neuf rencontres sans prendre de but, il est nommé gardien de but de l'année en League1 Ontario. Le jour même, il fait aussi partie de l'équipe type de la compétition.

#### Université York
En 2017, Roberts rejoint les Lions de l'Université York alors qu'il étudie les arts libéraux et les études professionnelles. Il y joue les six matchs de la saison régulière et les trois matchs des play-offs de l'Ontario University Athletics, y compris en finale de l'Ontario University Athletics, qu'il gagnera.

#### Los Angeles FC
Roberts commence la saison 2018 avec le Fury d'Ottawa, club de USL. Après cet essai sans résultat, il signe officiellement pour le Los Angeles FC le 30 mai 2018. En novembre 2018, son contrat est rompu par le Los Angeles FC.

#### Forge FC
Le 2 mars 2019, il rejoint le Forge FC, club de Première ligue canadienne. Le 8 mai 2019, le gardien de but fait ses débuts avec sa nouvelle équipe contre le Pacific FC (victoire 3-0). Il joue huit rencontres en Première ligue canadienne cette saison-là. Le 8 janvier 2020, le club décide de ne pas prolonger le contrat du joueur.

### En sélection

#### Avec le Canada
En 2011, Roberts est appelé en équipe du Canada des moins de 17 ans à l'approche de la Coupe du monde moins de 17 ans, au Mexique. Lors de cette compétition, il officie en tant que gardien de but remplaçant de Maxime Crépeau. À la suite d'une blessure au genou de Maxime Crépeau, le jeune gardien de but joue le deuxième match de la phase de groupes contre l'Angleterre. À la 87e minute, alors que le Canada est mené 2-1 par l'Angleterre, Roberts envoie le ballon dans la surface anglaise depuis sa propre moitié de terrain. Surpris par le rebond, le gardien anglais Jordan Pickford se retrouve lobé par le ballon. Ce but, le premier marqué par un gardien de but dans un tournoi de la FIFA, a permis au Canada d'engranger un point (match nul 2-2). Lors de ce tournoi, le Canada ne dépassera pas le stade des phases de poules.
Le 30 mars 2015, Roberts fait ses débuts internationaux avec le Canada, en remplaçant Milan Borjan à la 86e minute de jeu, lors d'un match amical contre Porto Rico (victoire 3-0).
En juin 2015, il est retenu par le sélectionneur Benito Floro afin de participer à la Gold Cup organisée aux États-Unis et au Canada. Lors de la Gold Cup, le gardien de but ne jouera aucun match et le Canada sera éliminé à la suite des phases de groupes.

#### Avec le Guyana
Avec un seul match amical joué pour le Canada, Roberts peut choisir de jouer pour le Guyana ou la Jamaïque, respectivement, les pays de naissance de son père et de sa mère.
En juin 2019, il est retenu par le sélectionneur Michael Johnson afin de participer à la Gold Cup organisée aux États-Unis, en Jamaïque et au Costa Rica. Le 26 juin 2019, il joue son premier match pour le Guyana contre Trinité-et-Tobago en Gold Cup (match nul 1-1).

## Palmarès
Strikers de Woodbridge
- Vainqueur de la Coupe League1 Ontario en 2017

 Forge FC
- Champion de Première ligue canadienne en 2019